# Фолко II д’Есте
Фолко II д’Есте (на италиански: Folco II d'Este; † XIV век, Венеция) е италиански аристократ, господар на Ферара де юре.

## Произход
Той е единственото дете на Франческо д'Есте, нар. Фреско (ок. 1280; † 1312), господар на Ферара, Модена и Реджо от 1308 до 1312 г., и на съпругата му Пелегрина Качанемичи.

## Биография
През 1293 г. неговият дядо Ацо VIII д’Есте трябва да отстъпи Модена на брат си Алдобрандино II и Реджо на полубрат си Франческо. Той не назначава наследник на Ферара по това време. След смъртта си 31 януари 1308 г. внукът му Фолко официално поема властта във Ферара. Вероятно поради младата му възраст баща му Фреско е регент с военната подкрепа на Венеция. Владетелите назначават своя наследник въз основа на собствената си воля или тази на папата и не е необходимо да вземат предвид старшинството по права линия или родството. Това предизвиква бунта през 1303 г. на братята на Ацо VIII – Алдобрандино и Франческо. Те се обръщат за помощ към Падуа и папа Климент V, живеещ в Авиньон. Той изпраща кардинал Арналдо Пелагруа във Ферара, който вдига бунт срещу Фреско в града. Фулко и Фреско губят земите си през октомври 1308 г. формално от Алдобрандино II, но де факто те минават под папски протекторат. Фреско и синът му се обръщат към венецианците за помощ, но в крайна сметка губят Ферара през 1310 г. Фреско не връща властта за себе си или за сина си и оттегля евентуалните си претенции за трона.
Фреско умира през 1312 г. във Венеция, докато за Фулко след 1308 г. 